# Rostoványi Zsolt
Rostoványi Zsolt (Pécel, 1952.) magyar iszlám-szakértő, egyetemi tanár, okleveles közgazdász, a Budapesti Corvinus Egyetem volt rektora.

## Életút
Egyedüli gyermek, apja nehézipari minisztériumi jogász volt, anyja háztartásbeli. Tanulmányait az Eötvös József Gimnáziumban végezte német tagozaton. A középiskola végéig orvosnak készült, de a felvételi leadása előtt rájött, mégis diplomata szeretne lenni.
Az érettségi letétele után a Marx Károly Közgazdaságtudományi Egyetemre jelentkezett, ahol a külkereskedelmi szakon kezdte meg a tanulmányait. Itt 1975-ben szerezte meg a diplomáját. Ezután az egyetemen belül a világgazdasági tanszéken helyezkedett el. 1976-ban nyerte el a doktori címet.
Kezdetben Németországgal foglalkozott, de 1977-ben a Közel-Keletre váltott, a Kairói Egyetemen eltöltött három hónap után.
1985-ben védte meg kandidátusi értekezését. Négy évvel később lett egyetemi docens.
1990-ben Jeszenszky Géza külügyminiszteri kinevezése miatt bízták meg átmenetileg a nemzetközi kapcsolatok tanszék vezetésével 1992-ig, amely pozíciót sikerült pályázaton újra elnyernie.
Ugyanekkor szervezte meg a Posztgraduális Nemzetközi és Diplomáciai Tanulmányok Intézetét (BIGIS), amelynek igazgatója lett.
1992-től egyetemi tanár.
1992 és 1998 kétszer megválasztották dékánnak, majd 2004-től 2011-ig újból kétszer megválasztották erre a tisztségre.
Közben 1998-ban megjelent első könyve, Az iszlám a 21. század közepén. 2006-ban megkapta az MTA akadémiai doktori címét. 2009-től a Nemzetközi Kapcsolatok Doktori Iskola elnöke lett.
2011-ben választották meg az egyetem rektorának, mely tisztségét 2012-től 2016-ig töltötte be.

## Munkássága
Tudományos kutatómunkája középpontjában az iszlám világ és a Nyugat viszonya áll, valamint a globalizáció. Több mint 250 publikációja jelent meg, melyek közül több mint 50 könyv, könyvrészlet vagy önálló kiadvány.
Négy nyelven beszél: angolul, németül, oroszul és arabul.

## Magánélete
Kétszer házasodott, elhunyt első feleségétől két fia született, második, válással végződött házasságából pedig két lánya.

## Díjai, elismerései
- a BKE Aranyérme (1998)
- Magyar Felsőoktatásért Emlékplakett (2002)
- A Magyar Köztársasági Érdemrend középkeresztje (2006)
- Az azerbajdzsáni-magyar kapcsolatok elmélyítésében szerzett érdemeiért kitüntetés (2009)

## Könyvei
- Mit kell tudni az iszlámról?; Kossuth, Bp., 1983 (Mit kell tudni)
- Ammani magyar hét, 1984; összeáll. Rostoványi Zsolt; Hungexpo, Bp., 1984 (Ország-információ)
- Kairói magyar kiállítás, 1984; összeáll. Rostoványi Zsolt; Hungexpo, Bp., 1984 (Ország-információ)
- Az arab Kelet a világgazdaságban; Közgazdasági és Jogi, Bp., 1987
- Gazdasági és kereskedelmi kapcsolatok fejlesztési lehetőségei a Közel- és Közép-Kelet és Észak-Afrika iszlám országaival; Országos Műszaki Információs Központ és Könyvtár, Bp., 1989
- Blahó András–Palánkai Tibor–Rostoványi Zsolt: Integrációs rendszerek a világgazdaságban; Közgazdasági és Jogi, Bp., 1989
- Transformation in Central and Eastern Europe and its impact on the international system; szerk. Matthew D. Lyon, Rostoványi Zsolt; BIGIS, Bp., 1995 (BIGIS közlemények)
- Az iszlám a 21. század küszöbén (1998)
- Ars boni et aequi. Tanulmányok az ezredvég nemzetközi rendszeréről. Bokorné Szegő Hanna 75. születésnapjára; szerk. Rostoványi Zsolt; BKÁE Nemzetközi Kapcsolatok Tanszék, Bp., 2000
- The small transformation. Society, economy and politics in Hungary and the new European architecture; szerk. Lengyel György, Rostoványi Zsolt; Akadémiai, Bp., 2001 (Transition, competitiveness and economic growth)
- Az iszlám világ és a nyugat. Interpretációk összecsapása, avagy a kölcsönös fenyegetettség mítosza és valósága; Corvina, Bp., 2004
- Együttélésre ítélve - zsidók és palesztinok küzdelme a Szentföldért (2006)
- Az iszlám Európában. Az európai muszlim közösségek differenciáltsága; szerk. Rostoványi Zsolt; BCE Nemzetközi Tanulmányok Intézete–Aula, Bp., 2010 (Grotius könyvtár)
- A Közel-Kelet története - A rövid XX. század (2011)